# Vanderley Lázaro
Vanderley Lázaro, detto Vanderlei (20 giugno 1947), è un ex calciatore brasiliano, di ruolo difensore.

## Biografia
In seguito al ritiro dal mondo del calcio si è trasferito a Belo Horizonte, dove gestisce dieci chioschi insieme all'ex calciatore Neco.

## Caratteristiche tecniche
Giocava come difensore, ricoprendo il ruolo di terzino sinistro. Al Corinthians giocò anche come laterale destro e come centrale di difesa.

## Carriera

### Club
Vanderlei Lázaro debuttò nel Cruzeiro, ma parallelamente alla sua attività in questo club fece anche parte della rosa del Corinthians, per cui giocò, dal 1968 al 1974, diciassette partite. Con la maglia della società di Belo Horizonte debuttò nel campionato nazionale brasiliano l'11 agosto 1971 contro la Portuguesa al Mineirão. Nel 1972 giocò ventisette partite, mentre nel 1973 stabilì il proprio primato personale, presenziando per trentanove volte in gare di campionato. Realizzò la sua unica rete il 5 novembre 1975 al Mineirão contro l'América de Natal, risultando decisivo per il punteggio finale di 2-1 in favore della sua squadra. Chiuse la carriera nel 1978, e la sua lunga militanza nel Cruzeiro lo ha portato a piazzarsi al sesto posto nella classifica delle presenze del club con 538.

### Nazionale
Nel 1975 ottenne la convocazione per la Copa América. Tuttavia, non mai impiegato dal CT Brandão.

## Palmarès

### Club

#### Competizioni nazionali
- Campionato Mineiro: 7

Cruzeiro: 1968, 1969, 1972, 1973, 1974, 1975, 1977

#### Competizioni internazionali
- Coppa Libertadores: 1

Cruzeiro: 1976